# KAI KC-100 ナラオン
KAI KC-100 ナラオン
- 用途：軽飛行機
- 製造者：韓国航空宇宙産業（KAI）
- 初飛行：2011年7月15日
- 運用状況：開発中
- ユニットコスト：US$575,000 (2015年時点の予測価格)

KAI KC-100 ナラオンは、韓国航空宇宙産業（KAI）が開発・製造した韓国の4人乗り低翼単発軽飛行機である。ナラオンという名前は一般の意見を基に選ばれた。韓国で開発された最初の民間航空機という特徴がある。 
民間市場への参入を目指し、2008年にKC-100の開発を正式に開始した。基本的な構成は従来型に近いが、複合材の採用や最先端技術の採用により、従来のライバル機に比べて10％以上の低燃費を実現した。2011年7月15日、KC-100の試作機が初飛行を行った。2013年3月22日には飛行試験を成功させ、その後すぐに型式証明を取得し、民間事業者への使用が許可された。2010年代には、KAIは大韓民国空軍向けに軍用練習機用派生型KT-100の開発を開始し、2015年に初飛行を行った。 

## 開発
韓国の航空会社である韓国航空宇宙産業（KAI）は、創業以来、KUH-1スリオン、T-50ゴールデンイーグル、KT-1ウンビなどの韓国政府と軍のプロジェクトを中心に活動してきた。会社役員の何人かは、従来の政府主導の軍事プロジェクトを超えて、商用および民間航空部門にアピールする型の生産を望んでいた。何十年もの間、韓国は国内の選択肢がないため、すべての非軍用機の輸入を余儀なくされてきた。しかし、将来の民間機は、既存の軍用機とは根本的に異なる耐空証明を経る必要がある。このプロセスに合格するには、民間航空機の就航が完了する必要がある。このため、同社は国内の航空産業を監督する規制当局である韓国民間航空局（KOCA）と緊密に調整しながら、民間プログラムのアイデアを磨き続けていくことになるだろう。   
KAIは、4人乗りの民間航空機がKAS（韓国耐空性証明）23章の下でまずまず認証される可能性があることを確認した。提案された航空機は、KOCAが提供するガイダンスによって洗練された独自開発技術の割合が高いものを使用して開発される。KAIの技術者は、複合材を多用することで、重量と燃料消費量の両方を大幅に削減できると考えていた。また、航空機の90％までの技術は国産由来でできると判断された。プロジェクトの主要な設計目標は、現代の他の同クラスの航空機よりも10%以上燃料効率が高く、キャビンの幅がシーラスSR-22やセスナ400よりも約1～2インチ（3～5cm）広い航空機を製造することであった。この航空機に採用された全体的構造は、主に従来型のもので、低翼と従来型の尾翼を組み合わせたものであった。 
2008年6月、正式に開発作業が開始された。この時点では、5年の開発期間でプロジェクト完成が予想されていた。2010年5月に予備設計が完了し、同年末頃の完成を目指して試作機第一号機の作成が開始された。2011年のコメントによると、同社は2013年半ばに納入開始予定で、1機あたりの予想価格は575,000USドルであると述べている。今後は、KC-100の開発完了に続き、ビジネスジェットなどの民間プロジェクトにも着手したいという。 
2011年6月15日、試作機第一号機が初飛行を行い、その後すぐに飛行試験を開始した。今後はKAIは韓国国内だけでなく、欧州航空安全機関（EASA）、連邦航空局（FAA）の型式証明を取得し、世界各国での販売を目指しているという。試験飛行の約半分はKC-100の空力特性の調査と検証のために行われ、そのうち17％がアビオニクスの証明、10％がエンジン、7％が構造に関するものであった。2013年3月22日、KOCAと共同で実施された飛行試験プログラムは、2機の飛行試作機による559回の飛行を経て、正式に終了した。その1週間後、KC-100は型式認証を取得した。 

## 設計

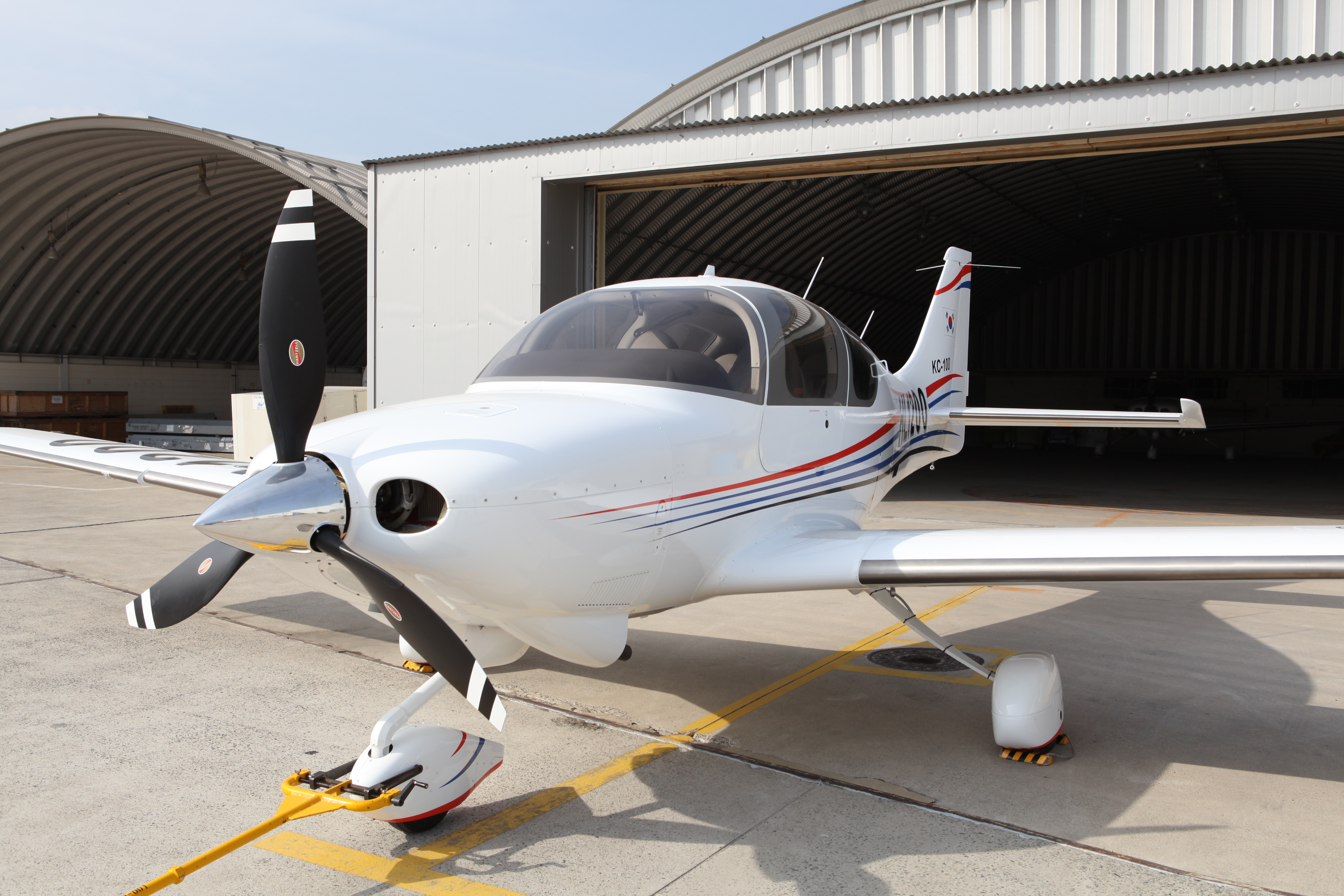
KAI KC-100 ナラオン

韓国航空宇宙産業のKC-100は、小規模な商用・通勤、飛行訓練、レジャー・プライベートフライトなどの一般航空を目的にした4人乗りの軽飛行機である。主に炭素繊維を使用した全複合材の機体を採用している。このような素材を使用することで、全重量を減らし、製造を簡素化し、メンテナンスコストを削減している。広々としたキャビンは、レジャーとビジネスの両方の顧客に利用されるように設計されている。キャビンへのアクセスは、胴体の両側にあるガルウィングドアから行われる。  
KC-100の空力特性には相当に気を使って開発されている。例えば、層流翼型とウィングレットを採用し、フライトコントロールには機体の横方向の安定性を高めるためのARI（エルロン-ラダーの相互結合）システムを採用している。ARIは、KC-100の飛行試験プログラムからのフィードバックに基づいていくつかの改良をしたものの1つである。アビオニクスはAvidyne Entegra IIグラスコックピットを組み込み、これはフライトコントロールシステム、デュアル高解像度統合フライトディスプレイ、MLB700/MLX770データリンク、FMS900w飛行管理装置、デジタルVHFラジオ、DFC100オートパイロットを含む様々なサブシステムを搭載している。重要な安全機能として、航空機衝突防止装置を搭載している。 
KC-100 は、米国製コンチネンタル TSIOF-550-K ターボチャージャー315馬力（235kW）ピストンエンジンを搭載し，FADEC（全自動デジタルエンジンコントロール）システムで制御されている。2010年には、トレーナー市場により適していると考えられるAVGASではなく、より安価なディーゼル燃料を使用するAustro AE300の採用が熟慮された。エンジンは複合材3枚羽根ASC-IIハーツェル・プロペラを公称回転数2500rpmで駆動する。また、TKSアンチアイシングシステム、空気調和、補助酸素システムを標準装備している。KC-100にはスピンリカバリーパラシュートシステム(SRPS)が搭載されている。これは搭載センサーが強いスピンを感知すると自動的に展開し、パイロットが機体を安全にリカバリーできるように支援するものである。SRPSは標準装備品ではなく、オプションの追加装備として利用できるようになっている。 

## 運用履歴
2014年5月、韓国空軍（SKAF）士官学校はKC-100の軍用訓練機版、KT-100を取得するためのMOUを締結した。これはこの航空機を受領する最初の大型契約であった。KT-100が納入された後は、現在同校に配備されている20機のイリューシンIl-103の後継機として、同校の学生たちが飛行に慣れ親しむために使用される。2015年10月5日にKT-100初号機が初飛行を行い、その時点では2016年中には全機が納入される予定であった。 

## 派生品
KC-100
4人乗り軽飛行機
KT-100
軍用練習機の派生型

## 仕様（KC-100 ナラオン）
データの出典：AVwebとKAI
- 搭乗員: 1人
- 定員: 乗客3人
- 全長: 27 フィート 11 インチ (8.50 m)
- 翼幅: 37 フィート 4 インチ (11.37 m)
- 全高: 9 フィート 5 インチ (2.87 m)
- 翼型: 層流翼
- 空虚重量: 2,400 ポンド (1,089 kg)
- 総重量: 3,600 ポンド (1,633 kg)
- エンジン: 1 × コンチネンタル TSIOF-550-K、315 馬力 (235 kW)

性能
- 最大速度: 210 ノット (240 mph、390 km/h)
- 航続距離: 1,200 海里 (1,400 マイル、2,200 km)

アビオニクス
- Avidyne Entegra II グラスコックピット